# Санкт-Петербургский камерный хор «Благовест»
Санкт-Петербургский камерный хор «Благовест» — один из старейших любительских камерных хоров Санкт-Петербурга, созданный в 1971 году, и один из первых в истории СССР, начавший исполнять духовную музыку.

## История
Создан в 1971 году Арнольдом Петровичем Кудинским, преподавателем Ленинградского кораблестроительного института.
Первоначально хор располагался на базе Дома Медицинского Работника, затем стал хором при Музее Гангутской обороны.
В 1995 году стал хором Исторического Архива. Получил статус хора при Союзе Ученых Санкт-Петербурга.
В 1999 году стал хором при Центре Народного Творчества. В настоящее время хор носит название «Благовест».
Был одним из первых коллективов в СССР, обратившихся к русской духовной хоровой музыке. В 1981 году были исполнены «Песнопения божественной литургии» П. И. Чайковского, Это было первое концертное исполнение литургии Чайковского в Советском Союзе. В программу хора вошли произведения Д. С. Бортнянского, М. С. Березовского, А. А. Архангельского, В. Н. Зиновьева.
В 1994 году А. П. Кудинский нашел ноты хоровых концертов Василия Александровича Фатеева — русского композитора, последнего регента Казанского собора. Хор А.П. Кудинского стал первым популяризатором произведений В. А. Фатеева.
В 1996 году Арнольд Петрович Кудинский скоропостижно скончался, и хор возглавил его ученик Михаил Константинович Козлов.

## Репертуар
- Фатеев, Василий Александрович
- Архангельский, Александр Андреевич
- Чайковский, Петр Ильич
- Бортнянский, Дмитрий Степанович
- Березовский, Максим Созонтович
- Зиновьев, Василий Николаевич
- Бах, Иоганн Себастьян